# I Stand
I Stand (укр. Я стою) — пісня чеської співачки Габріели Гунчікової, з якою вона представляла Чехію на 61-му пісенному конкурсі Євробачення, проведеному у травні 2016 року в Стокгольмі, Швеція.
Музичне відео на пісню було випущено 11 березня 2016 року. Про вибір пісні для участі у конкурсі було оголошено попереднього дня .

## Композиції
| Digital download | Digital download         | Digital download |
| #                | Назва                    | Тривалість       |
| ---------------- | ------------------------ | ---------------- |
| 1.               | «I Stand»                | 3:00             |
| 2.               | «I Stand (Instrumental)» | 3:00             |

## Історія прем'єр
| Регіон | Дата            | Формат       | Лейбл      |
| ------ | --------------- | ------------ | ---------- |
| Світ   | 12 березня 2016 | Завантаження | Webs Music |